# Стерлінг Несбіт
Стерлінг Несбіт (англ. Sterling Nesbitt; нар. 25 березня 1982) — американський палеонтолог.

## Біографія
Народився 1982 року у місті Меса у штаті Аризона. У 2004 році здобув ступінь бакалавра в Університеті Каліфорнії (Берклі), а 2009 року захистив докторську в Колумбійському університеті. Під час роботи над докторською проводив дослідження в Американському музеї природознавства (Нью-Йорк). Після захисту дисертації отримав посаду доцента кафедри геознавства Політехнічного інституту штату Вірджинія.
Стерлінг Несбіт спеціалізується на тріасових динозаврах та архозаврах. Він відкрив архозавра Effigia okeeffeae, рештки якого зберігалися неідентифікованими в Музеї природознавства з 1940-х років. Несбіт став співавтором описання динозаврів Albinykus, Lepidus, Tawa, архозавра Teleocrater, примітивної рептилії Avicranium тощо.
У 2007 році Несбіт знявся у фільмі «Динозаври живі!» (англ. Dinosaurs Alive!), а у 2008 році у переробленій версії серіалу «Прогулянка з динозаврами» на каналі Діскавері.